# Enrique Mazzola
Enrique Mazzola est un chef d'orchestre et directeur musical italien.

## Biographie
Né à Barcelone dans une famille de musiciens, Enrique Mazzola commence dès son jeune âge l'apprentissage du violon et du piano. Il grandit à Milan où il étudie au Conservatoire Giuseppe Verdi.
Spécialiste du bel canto, Mazzola est invité à partir du milieu des années 1990 à diriger de prestigieuses formations telles que l’Orchestre national de France, l'Orchestre national de Belgique, l’Orchestre de l’Académie Sainte-Cécile, ou encore l'Orchestre national de Russie.
De 1999 à 2003, il occupe le poste de directeur artistique et musical du Festival Cantiere Internazionale d’Arte à Montepulciano en Italie, où il dirige l’orchestre du Royal Northern College of Music de Manchester dans de nombreux concerts symphoniques et des opéras.
De 2012 à 2019, Enrique Mazzola est à la tête de l'Orchestre national d'Île-de-France en tant que directeur musical et chef principal, et devient principal chef invité du Deutsche Oper de Berlin à partir de septembre 2018.
En juillet 2021, Enrique Mazzola prend la succession de Sir Andrew Davis à la direction musicale de l'Opéra lyrique de Chicago.
En 2022, Enrique Mazzola devient chef d’orchestre en résidence au Festival de Bregenz.

## Distinctions
- Chevalier de l'ordre des Arts et des Lettres (décret du 31 août 2018)[5].
- Grifo Poliziano (août 2020)